# Epidendrum tomlinsonianum
Epidendrum tomlinsonianum là một loài thực vật có hoa trong họ Lan. Loài này được C.D.Adams mô tả khoa học đầu tiên năm 1966.